# متحف نواف الراشد
متحف نواف الراشد؛ أحد متاحف منطقة الجوف شمال المملكة العربية السعودية، يقع المتحف في دومة الجندل، أسسه نواف ذويبان الراشد.

## أجزاء المتحف
يضم المتحف مجموعة من الأحجار الكريمة ومجموعة من الأواني النحاسية من قدور وسحال وشاميات وكذلك الأدوات الخوصية المتمثلة في الحصر والمداد وسفرة الطعام وأغطية أواني الأكل والمصنوعات الخشبية من أبواب وشبابيك وشداد الإبل والخيل والأدوات الزراعية.
ويضم المتحف الملابس والحلي النسائية والمصنوعات الجلدية كما يضم قسم للمكاييل والموازين القديمة وكذلك الأسلحة من بنادق وخناجر وسيوف وغيرها ويضم أيضا أواني الطبخ والسقيا وكذلك أدوات القهوة ويضم أيضا مجموعة من الأواني الفخارية وكذلك الأدوات الزراعية والعملات.